# Moon Joo-won
Moon Joo-Won (8 mei 1983) is een voormalig Zuid-Koreaans voetballer.

## Carrière
Moon Joo-Won speelde tussen 2006 en 2010 voor Daegu FC, Gangwon FC en Sagan Tosu.